# Bothrophthalmus lineatus
Bothrophthalmus lineatus är en ormart som beskrevs av Peters 1863. Bothrophthalmus lineatus ingår i släktet Bothrophthalmus och familjen snokar.
Arten förekommer i centrala och västra Afrika, västerut till Liberia, söderut till Angola och österut till Uganda. Honor lägger ägg. Ormen lever i låglandet och i bergstrakter upp till 900 meter över havet. Den vistas i fuktiga skogar ofta nära vattendrag. Bothrophthalmus lineatus gräver i lövskiktet och i det översta jordlagret. Födan utgörs av små ödlor, näbbmöss och gnagare.
För beståndet är inga hot kända. Hela populationen anses vara stor. IUCN listar arten som livskraftig (LC).

## Underarter
Arten delas in i följande underarter:
- B. l. brunneus (listas av The Reptile Database som art[4])
- B. l. lineatus